# Styppeiochloa catherineana
Styppeiochloa catherineana är en gräsart som beskrevs av Thomas Arthur Cope och Ryves. Styppeiochloa catherineana ingår i släktet Styppeiochloa och familjen gräs. Inga underarter finns listade i Catalogue of Life.